# ウラジロノキ
ウラジロノキ（裏白の木、学名: Aria japonica）はバラ科アズキナシ属の落葉高木。同科のナナカマド属に含められる場合もある。山地に生える。

## 分布と生育環境
北海道、本州、四国、九州に分布し、山地から亜高山まで生育する。

## 特徴
樹高は20メートル (m) に達する。成木の樹皮は灰黒褐色で皮目が縦に連なり、老木になると鱗片状にはがれる。若い枝は赤褐色、褐色または紅紫色で、はじめ葉裏や花序とともに白い綿毛が密生するが、のちにほぼ無毛となる。短枝もよく発達する。冬も小枝には白い毛が残る。
葉は互生し、葉身は卵円形または広倒卵形で、長さ6 - 12センチメートル (cm) 、幅4 - 9 cm、先端は鈍頭または鋭頭、基部はくさび形から円形になり、縁は大型の重鋸歯がある。葉の裏面は白い綿毛が密生し、8 - 11対の側脈が目立ち、ほぼ直線的に斜上し縁に達する。葉柄は長さ1 - 2 cmあり、白い綿毛が密生する。
花期は5 - 6月。枝先に複散房花序をだし、白色の花を多数つける。花の径は1 - 1.5 cm、小花柄は長さ5 - 7ミリメートル (mm) あり、白い綿毛が生える。萼片にも白い綿毛が密生し、長さ3 - 4 mm、花弁は円形で平開し、5枚、表面の基部に白い軟毛が生える。雄蕊は約20個、花柱は2個あり心皮は合着する。
果期は10 - 11月。果実はナシ状果で長さ9 - 14 mm、幅8 - 11 mmの倒卵状楕円形になり、皮目が目立ち、橙色に熟す。種子は4個あり、長さ5 - 8 mm、幅3 mmの卵状楕円形になる。果実は冬でも残ることがあり、また木の下に落ちていることもある。
冬芽は芽鱗3 - 5枚に包まれた卵形で赤みがある。枝の先につく頂芽は側芽よりも大きく、側芽は枝に互生する。葉痕は突き出し、半円形や三日月形で基部が紅紫色をしており、維管束痕が3個つく。
葉の裏が白いので、ウラジロノキ（裏白の木）という。材は器具材、薪材などに利用される。
- 成木の樹皮
- 葉裏は白い綿毛が密生する。
- 果実（10月）

## シノニム
- Sorbus japonica (Decne.) Hedl.
- Micromeles japonica (Decne.) Koehne